# Đồng(II) laurat
Đồng(II) laurat là một hợp chất hữu cơ kim loại có công thức hóa học Cu(C11H23COO)2. Nó được xếp vào loại xà phòng kim loại, tức là dẫn xuất kim loại của một acid béo.

## Điều chế
Đồng(II) laurat có thể thu được bằng phản ứng giữa natri laurat và đồng(II) sulfat trong dung dịch nước ở 50–55 °C.

## Tính chất vật lý
Đồng(II) laurat tồn tại dưới dạng tinh thể màu xanh dương nhạt, không tan trong nước.